# Софорок
Софо́рок (укр. софорок, также супорка) – украинский соус, который готовили из муки, куриного бульона и сметаны. Как правило, подавался к курице: варёной, печёной или фаршированной. По ингредиентам и способу приготовления напоминает бешамель. Считался дорогим блюдом, которое не предназначалось крестьянам.
Описывая царское застолье в поэме «Енеїда», Иван Котляревский упоминает софорок:
«Телячий лизень тут лежав,
Ягни і до софорку кури,
Печені різної три гури,
Багацько ласив теж потрав.»